# Gibraltar Football League
Gibraltar Football League je nejvyšší fotbalová soutěž na Gibraltaru. V roce 2019 vznikla sloučením Gibraltar Premier Division, první ligové soutěže hrané od roku 1905, a Gibraltar Second Division, která vznikla v roce 1909. V srpnu 2019 vznik Gibraltar Football League oznámila Gibraltarská fotbalová asociace. Nejvíce titulů v soutěži mají se 4 vítězstvími Lincoln Red Imps FC (k 2025).